# 厄瑟河 (內特河支流)
51°39′45″N 9°9′13″E / 51.66250°N 9.15361°E

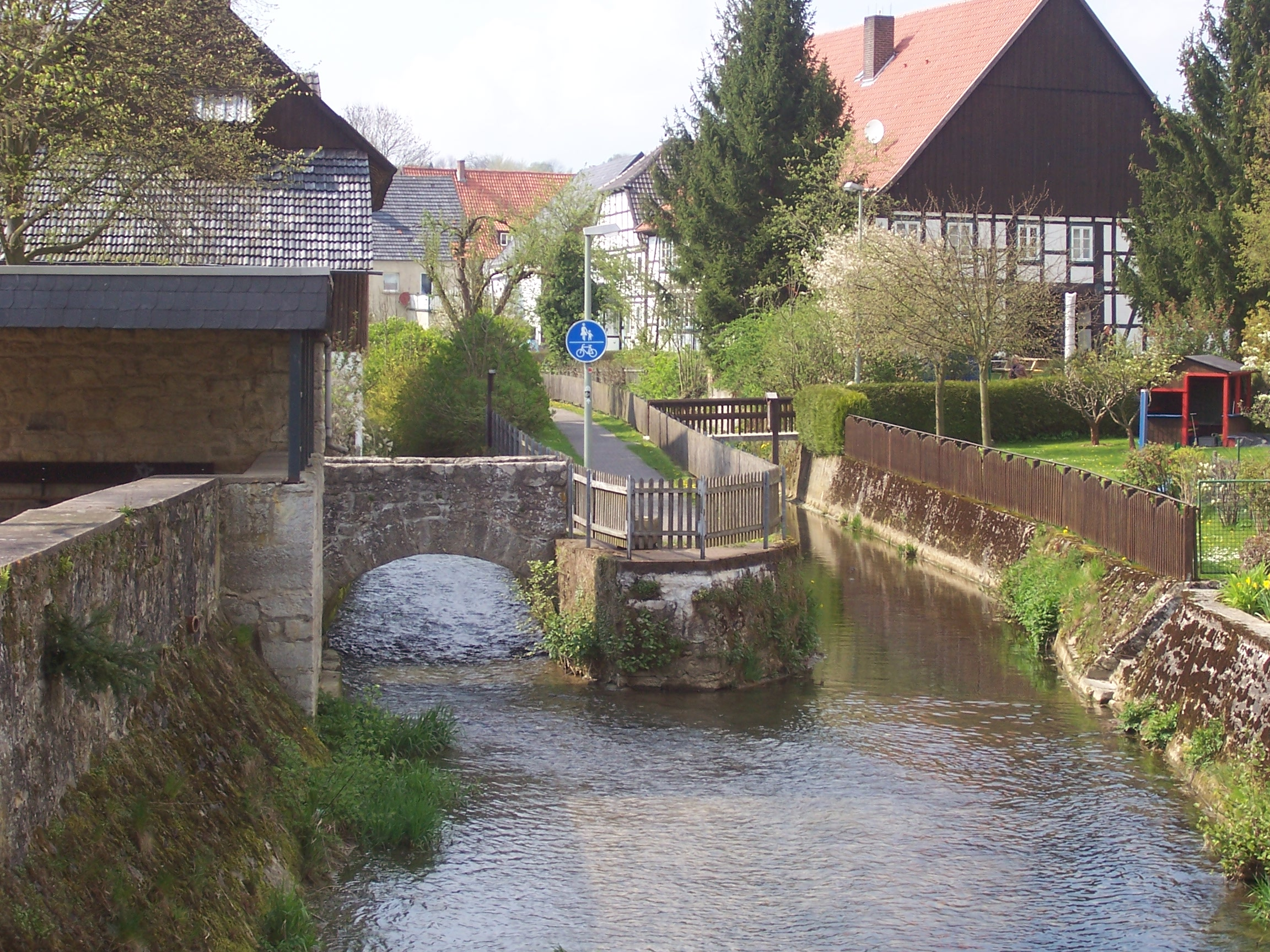

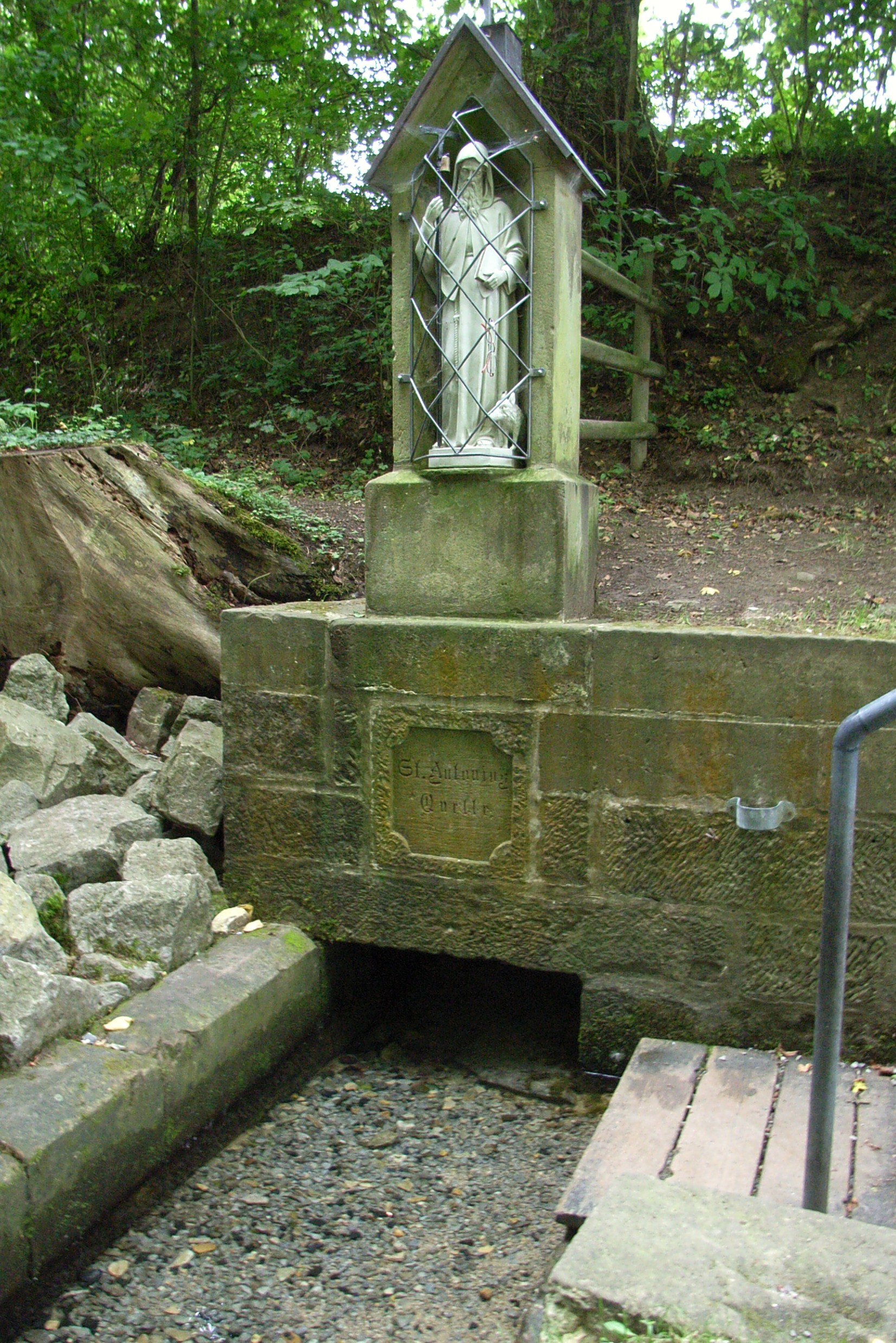

厄瑟河（德語：Öse），是德國的河流，位於該國西部，處於北萊茵-威斯特法倫州，該河流屬於内特河的支流，河道全長13.4公里，流域面積40.6平方公里。